# Giulia Gwinnová
Giulia Gwinnová (* 2. července 1999) je německá fotbalistka hrající za FC Bayern Mnichov a německou reprezentaci.

## Klubová kariéra
Gwinnová začala s fotbalem v 8 letech za TSG Ailingen a poté za VfB Friedrichshafen. Poté strávila 5 let v FV Ravensburg. Poté odehrála jednu sezonu v juniorském týmu SV Weingartenu, kde byla jedinou dívkou v týmu.

### SC Freiburg
V roce 2015 ve věku 16 let přestoupila do bundesligového SC Freiburg a odmítla nabídky Bayernu Mnichov a 1. FFC Turbine Potsdam. V ženské bundeslize debutovala 13. září 2015 proti 1. FC Köln. O měsíc později poprvé nastoupila do základní sestavy Freiburgu.

### FC Bayern Mnichov
V únoru 2019 Gwinnová podepsala smlouvu v Bayernu Mnichov, která vzešla v platnost na konci sezony 2018/19.

## Reprezentační kariéra

### Juniorské výběry
Gwinnová reprezentovala Německo v kategoriích do 15, do 16 i do 17 let. V listopadu 2012 (ve věku 13 let) byla trenérkou Wiegmannovou poprvé povolána do výběru do 15 let. V kategorii U15 debutovala v dubnu 2013 proti výběru Nizozemska. V roce 2014 odehrála 3 utkání v kategorii U16. V roce 2015 byla nejmladší hráčkou v sestavě Německa U17 na ME do 17 let, kde Německo v semifinále prohrálo 0:1 se Švýcarskem. Technická zpráva UEFY označila rychlost Gwinnové na pozici pravého křídla za velké pozitivum německé hry. V květnu 2016 ME do 17 let s Německem vyhrála, ve finále proměnila pokutový kop ve penaltovém rozstřelu. Gwinnová byla na soupisce pro MS do 17 let v Jordánsku. Se svými 23 starty za reprezentaci do 17 let a se starty v Bundeslize byla považována za jeden z pilířů německého celku. V prvním utkání skupiny proti Venezuele dala gól, na další přihrála a dostala cenu pro hráčku utkání (Německo díky ní zvítězilo 2:1). Ve druhém zápase skupiny gólem z přímého kopu zachránila Německu remízu proti Kanadě. Skórovala i v závěrečném utkání skupiny proti Kamerunu. Ve čtvrtfinále ale Němky vypadly se Španělskem. Gwinnová se dostala na soupisku německé U19 pro nadcházející ME do 19 let. Na turnaji jednou skórovala a pomohla Německu do playoff. Německo vypadlo v semifinále. Dále byla součástí týmu U20 na MS do 20 let. Proti Číně vstřelila gól a proti Nigérii byla vyhlášena hráčkou utkání.

### Seniorská reprezentace
V květnu 2019 byla vybrána do sestavy pro Mistrovství světa ve fotbale žen 2019. V prvním utkání základní skupiny proti Číně si připsala gól a Německo vyhrálo 1:0 a byla jmenována hráčkou utkání. Němky byly vyřazeny ve čtvrtfinále Švédskem. Giulia Gwinnová dostala ocenění pro nejlepší mladou hráčkou turnaje

#### Góly v reprezentaci
| Gól | Datum        | Soutěž (kolo)            | Zápas              | Skóre (minuta) | Výsledek |
| --- | ------------ | ------------------------ | ------------------ | -------------- | -------- |
| 1   | 10. 11. 2018 | Přátelské utkání         | Německo – Itálie   | 3:2            | 5:2      |
| 2   | 8. 6. 2019   | MS 2019 (1. kolo ZS)     | Německo – Čína     | 1:00(66.)      | 1:0      |
| 3   | 5. 10. 2019  | Kvalifikace ME 2021 (3.) | Německo – Ukrajina | 2:00(30.)      | 8:0      |